# Дадли, Дэйв
Дейв Дадли, англ. Dave Dudley (3 мая 1928 — 22 декабря 2003) — американский певец в стиле кантри и его вида — дорожного кантри (англ. truck-driving country), популярного среди водителей грузовиков (дальнобойщиков). Визитной карточкой Дадли стала песня «Шесть дней в пути» (англ. Six Days on the Road), записанная в 1963 году. Другие известные хиты — «Vietnam Blues», «Truck Drivin' Son-of-a-Gun», «Me and ol' C.B.»

## Начало карьеры
Дейв Дадли родился в 1928 году в Спенсере, Висконсин. Он занимался бейсболом и мечтал о профессиональной карьере, но получил травму руки и не смог больше играть. Тогда он увлекся музыкой. Первую запись он сделал в 1959 году.
Спустя год, в 1960 году, Дадли пострадал в автомобильной аварии и некоторое время не мог заниматься музыкой. В 1961 году вышла его пластинка «Maybe I Do»

## «Шесть дней в пути»
В 1963 году вышел его хит «Шесть дней в пути», который приобрел огромную популярность. Песня была написана Эрлом Грином и Пенат Монтгомери. В оригинальной версии песни были слова: «Я принимаю маленькие белые пилюли, и мои глаза широко открыты» (англ. I'm taking little white pills and my eyes are open wide), подразумевая стимуляторы, которые некоторые дальнобойщики принимали, чтобы не уснуть за рулём и вовремя доставить груз. В некоторых римейках песни эти слова заменены — там говорится не о стимуляторах, а о белых линиях дорожной разметки.

## Падение популярности и смерть
В 1970-х годах Дадли был популярным исполнителем, однако к концу этого десятилетия его популярность стала спадать.
Дейв Дадли умер 22 декабря 2003 года от сердечного приступа.